# تجهیزات مخابراتی
تجهیزات مخابراتی (انگلیسی: Telecommunications equipment) به سخت‌افزارهایی اطلاق می‌گردد، که در حوزه مخابرات مورداستفاده قرار می‌گیرند. از دهه ۱۹۹۰ به بعد، به‌دلیل رشد و توسعه شبکه اینترنت و نقش روزافزون آن در انتقال داده‌های ارتباطی، در عمل مرز میان تجهیزات مخابراتی و سخت‌افزارهای فناوری اطلاعات برداشته شد. تجهیزات مخابراتی به‌طور کلی به ۳ دسته اصلی شامل: تجهیزات سوئیچینگ، (کلیدهای آنالوگ و دیجیتال) تجهیزات ایستگاه‌های انتقال (خطوط انتقال، ایستگاه‌های فرستنده-گیرنده و ماهواره‌های مخابراتی) و تجهیزات محلی (مودم‌ها، تجهیزات شبکه‌های محلی، دستگاه‌های مخابرات بی‌سیم، رهیاب‌ها‌ و مودم‌ها‌، تلفن‌های ثابت و همراه) طبقه‌بندی می‌شوند.